# Norimasa Nakanishi
Norimasa Nakanishi (født 11. april 1991) er en japansk fodboldspiller, som spiller for den japanske fodboldklub YSCC Yokohama.